# Official Charts Company
L'Official Charts Company (OCC) è un'organizzazione britannica che si occupa di stilare varie classifiche musicali ufficiali.
L'OCC produce le classifiche utilizzando indagini di mercato che dovrebbero coprire il 99% dei rivenditori di singoli musicali e il 95% dei rivenditori d'album. L'OCC è controllata dalla British Phonographic Industry. Le classifiche vengono sempre pubblicate di domenica e considerano le vendite della settimana precedente (dalla domenica al sabato).

## Classifiche
Il sito ufficiale della Official Charts Company stila settimanalmente, ogni venerdì sera, 44 classifiche, delle quali 21 in riferimento agli album, 14 ai singoli e 9 ai supporti video; a queste si aggiungono le 2 classifiche degli album e dei singoli più venduti a metà settimana, pubblicate ogni lunedì, per un totale di 46 classifiche ufficiali.
Ulteriori classifiche e posizioni sono invece disponibili, dietro abbonamento, attraverso il sito UKChartPlus.

### Singles
- Official Singles Chart – singoli più venduti nel Regno Unito, 100 posizioni
- Official Singles Chart Update – singoli più venduti nel Regno Unito a metà settimana, 100 posizioni
- Official Audio Streaming Chart – singoli più riprodotti sulle piattaforme digitali nel Regno Unito, 100 posizioni
- Official Singles Downloads Chart – singoli più scaricati nel Regno Unito, 100 posizioni
- Official Physical Singles Chart – singoli fisici più venduti nel Regno Unito, 100 posizioni
- Official Vinyl Singles Chart – singoli in vinile più venduti nel Regno Unito, 40 posizioni
- Official Scottish Singles Chart – singoli più venduti in Scozia, 100 posizioni
- Official R&B Singles Chart – singoli R&B più venduti nel Regno Unito, 40 posizioni
- Official MTV Urban Chart – singoli urban più venduti nel Regno Unito, 40 posizioni
- Official Dance Singles Chart – singoli dance più venduti nel Regno Unito, 40 posizioni
- Official Rock & Metal Singles Chart – singoli rock e metal più venduti nel Regno Unito, 40 posizioni
- Official Independent Singles – singoli indipendenti più venduti nel Regno Unito, 50 posizioni
- Official Independent Singles Breakers – singoli indipendenti di artisti che ancora non hanno raggiunto le prime 20 posizioni della Official Singles Chart più venduti nel Regno Unito, 20 posizioni
- Official Classical Singles Chart – singoli di musica classica più venduti nel Regno Unito, 20 posizioni
- Official Asian Download Chart – singoli di artisti asiatici più scaricati nel Regno Unito, 40 posizioni

### Album
- Official Albums Chart – album più venduti nel Regno Unito, 100 posizioni
- Official Albums Chart Update – album più venduti nel Regno Unito a metà settimana, 100 posizioni
- Official Albums Downloads Chart – album più scaricati nel Regno Unito, 100 posizioni
- Official Physical Albums Chart – album fisici più venduti nel Regno Unito, 100 posizioni
- Official Vinyl Albums Chart – album in vinile più venduti nel Regno Unito, 40 posizioni
- Official Compilations Chart – compilation più vendute nel Regno Unito, 100 posizioni
- Official Soundtrack Albums Chart – compilation più vendute nel Regno Unito, 50 posizioni
- Official Scottish Albums Chart – album più venduti in Scozia, 100 posizioni
- Official R&B Albums Chart – album R&B più venduti nel Regno Unito, 40 posizioni
- Official Dance Albums Chart – album dance più venduti nel Regno Unito, 40 posizioni
- Official Rock & Metal Albums Chart – album rock e metal più venduti nel Regno Unito, 40 posizioni
- Official Progressive Albums Chart – album rock progressivo più venduti nel Regno Unito, 30 posizioni
- Official Record Store Chart – album più venduti in 100 diversi negozi indipendenti di dischi nel Regno Unito, 40 posizioni
- Official Independent Albums – album indipendenti più venduti nel Regno Unito, 50 posizioni
- Official Independent Album Breakers – album indipendenti di artisti che ancora non hanno raggiunto le prime 20 posizioni della Official Albums Chart più venduti nel Regno Unito, 20 posizioni
- Official Country Artists Albums Chart – album country più venduti nel Regno Unito, 20 posizioni
- Official Country Compilations Chart – compilation country più vendute nel Regno Unito, 20 posizioni
- Official Classical Artists Albums Chart – album di musica classica più venduti nel Regno Unito, 50 posizioni
- Official Classical Compilation Albums Chart – compilation di musica classica più vendute nel Regno Unito, 50 posizioni
- Official Specialist Classical Chart – album di musica classica (limitatamente agli album di sola musica classica e non pubblicati da più di 2 anni, colonne sonore e compilation escluse[3]) più venduti nel Regno Unito, 30 posizioni
- Official Jazz & Blues Albums Chart – album jazz e blues più venduti nel Regno Unito, 30 posizioni
- Official Christian & Gospel Albums Chart – album di musica cristiana e gospel più venduti nel Regno Unito, 20 posizioni

### DVD & Blu-ray
- Official Video Chart – film più venduti nel Regno Unito
- Official DVD Chart – film in formato DVD più venduti nel Regno Unito
- Official Blu-ray Chart – film in formato Blu-ray Disc più venduti nel Regno Unito
- Official Film on Video Chart – film in streaming più visti nel Regno Unito
- Official TV on Video Chart – programmi televisivi in streaming più visti nel Regno Unito
- Official Children's Video Chart – film per bambini più venduti nel Regno Unito
- Official Music Video Chart – video musicali più visti e scaricati nel Regno Unito
- Official Special Interest Video Chart – film e programmi televisivi indipendenti più visti e/o venduti nel Regno Unito
- Official Sport & Fitness Video Chart – spettacoli ed eventi sportivi più venduti nel Regno Unito

## Primati

### Artisti più certificati

#### Artiste femminili
1. Rihanna (34,9 milioni)
2. Madonna (28 milioni)
3. Adele (22 milioni)
4. Beyoncé (22 milioni)
5. Pink (21 milioni)
6. Ariana Grande (21 milioni)
7. Taylor Swift (17,76 milioni)
8. Lady Gaga (17 milioni)